# (4049) Noragalʹ
(4049) Noragalʹ ist ein Hauptgürtelasteroid, der am 31. August 1973 von Tamara Michailowna Smirnowa vom Krim-Observatorium aus entdeckt wurde.
Der Asteroid befindet sich in einer 4+1-2-Bahnresonanz mit Jupiter und Saturn.
(4049) Noragalʹ wurde nach Eleonora Jakowlewna Galperina (Pseudonym: Nora Gal), einer russischen Literaturkritikerin und Übersetzerin, benannt.